# 古希臘語—意大利語詞典
古希臘語—意大利語詞典（意大利語：GI - Vocabolario della lingua greca），簡稱 GI、Montanari，是一部用意大利語寫的古希臘語詞典，由義大利古希臘學家Franco Montanari編輯。與許多先前的古希臘語詞典不同，這部詞典並非基於之前的詞典，而是從頭編起。
詞典第三版於2013年出版。2015年，Brill出版了英譯本，更名 GE: The Brill Dictionary of Ancient Greek。 2023年9月，由De Gruyter出版德文譯本，名爲 GD – Wörterbuch Altgriechisch–Deutsch。